# Fabrizio Zani
Fabrizio Zani (Milano, 9 giugno 1953) è un ex terrorista italiano.

## Biografia
Esponente di spicco dell'estrema destra italiana degli anni '70 e '80 è tra i fondatori nel 1974 di Ordine nero, un'associazione segreta terroristica neofascista. Inoltre, è attivo negli anni '80 nelle formazioni a cavallo fra lotta politica e lotta armata, come Terza Posizione e Nuclei Armati Rivoluzionari (NAR).
Viene arrestato per la prima volta nell'autunno del 1974 per diversi attentati eseguiti per Ordine Nero, fra cui quello estremamente grave (rubricato come "strage non consumata") contro la società Chiari e Forti, dove alle ore 3:00 del 10 maggio 1974 posiziona un ordigno ad alto potenziale con innesco ad orologeria all'interno delle scale condominiali dell'edificio di via Arnaud 27 a Bologna, sede della società, rischiando di far crollare la palazzina che ospitava anche 12 famiglie. Sconta circa quattro anni di carcere nei penitenziari di massima sicurezza. Una volta scarcerato, continua la lotta armata con i NAR.
Dà vita nel 1978, insieme ad altri esponenti della destra eversiva italiana come Mario Tuti, Maurizio Murelli e Angelo Izzo (già condannato per i fatti del Circeo), a un periodico politico clandestino, Quex, che diventa la voce dei detenuti politici di destra e spinge per il distacco delle nuove generazioni di militanti dalle vecchie organizzazioni neofasciste, che Quex accusa di essere colluse con i servizi segreti ed implicate nella strategia della tensione.
Viene arrestato ancora nell'aprile del 1983 e viene condannato all'ergastolo. Zani, infatti, si rese responsabile insieme a Pasquale Belsito e Stefano Procopio dell'omicidio di Mauro Mennucci. Mennucci era un ex ordinovista pisano, che aiutò Mario Tuti durante la sua latitanza nel 1975, ma una volta arrestato fu costretto a confessare all'antiterrorismo il suo nascondiglio. Per questo motivo acquisisce la fama di traditore e l'8 luglio 1982 rimane vittima di un vero e proprio agguato. A partecipare all'agguato è un commando dei Nuclei Armati Rivoluzionari composto da Pasquale Belsito, Fabrizio Zani e Stefano Procopio. Belsito affronterà una latitanza lunga e avventurosa per poi finire in manette in Spagna soltanto nel 2001, mentre Procopio vedrà la cattura a Parigi nel settembre del 1982 al termine di un conflitto a fuoco con le forze di polizia francesi.
È stato anche condannato per concorso in omicidio nella morte di Alessandro Caravillani, uno studente romano trovatosi casualmente coinvolto in uno scontro a fuoco fra NAR e polizia durante una rapina in banca. Il 5 marzo 1982 un commando dei NAR sta effettuando una rapina presso la Banca Nazionale del Lavoro a piazza Irnerio, a Roma. I terroristi Roberto Nistri, Walter Sordi, Fabrizio Zani, Ciro Lai e Livio Lai, si trovano all’interno dell’edificio mentre a coprire l’azione dall’esterno ci sono Giorgio Vale, Francesca Mambro e Stefano Procopio. Durante un conflitto a fuoco con la polizia Francesca Mambro viene ferita; i complici la lasciano all'Ospedale Santo Spirito. Alessandro Caravillani, un passante diciassettenne, muore durante la sparatoria. La sentenza del 29 luglio 1986 della Corte di Assise di Roma affermerà che il colpo letale partì dal fucile d’assalto di Livio Lai. Pur essendo l’esecutore materiale dell’omicidio, grazie alla dissociazione riceverà una condanna a 22 anni di detenzione, mentre Fabrizio Zani, Roberto Nistri e Francesca Mambro saranno condannati alla pena dell'ergastolo.
Zani viene condannato anche per altre azioni controverse e numerose rapine in banca. Viene indagato, processato e assolto per alcuni episodi legati alla strategia della tensione, fra cui l'attentato di Vaiano del 1974, dove in secondo grado vennero assolti tutti i neofascisti imputati (anche Cauchi e Danieletti), ma non il reo confesso Andrea Brogi, condannato invece a 6 anni di reclusione per calunnia aggravata.
Di formazione evoliana, offrì con Quex una sponda intellettuale al fenomeno dello "spontaneismo armato", che vedeva come espressione coerente delle posizioni espresse da Julius Evola in Cavalcare la tigre. Nei documenti politici redatti da Zani all'inizio degli anni '80 (Posizione teorica per un'azione legionaria; Il problema dello stato, una prospettiva rivoluzionaria) si rivendica la definizione evoliana di "anarchico di destra" e si trova il rifiuto di ogni idea di gerarchia e di organizzazione, fino al completo abbandono della tradizione ideale e politica della destra e dell'estrema destra del '900 europeo. Particolarmente inviso per questi motivi ai dirigenti delle formazioni storiche (Movimento Sociale, Avanguardia Nazionale, Ordine Nuovo) del neofascismo, conclusa l'esperienza dello spontaneismo armato, non riuscendo più a trasfondere la sua impostazione nel mondo dell'estrema destra, finisce per allontanarsene definitivamente.
In carcere si dedica allo studio di filosofi e pensatori politici molto lontani dalla sua formazione (Goldsmith, Berg, Sale, Bates, Bookchin, Panikkar) e approda a posizioni ideali e politiche "anarco-ecologiste", municipaliste, attento alle nuove dinamiche storiche. Fonda la rivista "Frontiere – comunità, identità, etnie" insieme a Eduardo Zarelli e a Jeanne Cogolli, coordina dal carcere la redazione di "Tecnologie Appropriate", rivista ecologista del GRTA di Cesena e scrive "L'etnicità in Italia", unico studio ancora oggi pubblicato sul rapporto fra le identità etniche e la formazione dello stato nazionale italiano. Il distacco dall'area politica di provenienza, i nuovi studi e le nuove posizioni ideali pubblicamente manifestate, gli permettono di utilizzare gli strumenti della legge penitenziaria italiana (permessi premiali, semilibertà, libertà condizionale) e dunque di tornare in libertà in tempi relativamente brevi, senza dover compiere alcun atto di dissociazione.
È stato liberato definitivamente nel 2008, ed è oggi molto attivo in campo editoriale e culturale su tematiche ecologiste, di critica al sistema economico basato sull'euro, e di crescita spirituale.

## Opere
- Fabrizio Zani, Eduardo Zarelli (a cura di) Terzo Mondo, specchio e memoria dell'Occidente, Macro edizioni, 1991.
- Fabrizio Zani, (a cura di) Bioregione, nuova dimensione per l'Umanità, Macro edizioni, 1992.
- Fabrizio Zani, L'etnicità in Italia, Macro Edizioni, 1994.
- Fabrizio Zani, Il tuo pensiero libero, Edizioni Sì - Studi Interiori, 2010.